# El beso (Rodin)
El beso es una escultura del artista francés Auguste Rodin (1840-1917) realizada a partir de 1881. Inspirada en el Infierno del poeta italiano Dante Alighieri, fue una de las obras que más contribuyó a la afirmación de Rodin como artista.

## Características
El Beso representa a Paolo Malatesta y Francesca da Rimini, personajes históricos que vivieron durante el Medioevo. La tragedia que les tocó vivir está narrada por Dante Alighieri en el Infierno de la Divina Comedia. Cuñados en vida, los dos fueron asesinados entre 1283 y 1286 por Gian Ciotto Malatesta (esposo de Francesca y hermano de Paolo), quien los descubrió en un beso adúltero. En el infierno dantesco están colocados en el círculo de los lujuriosos y su historia está narrada en el canto V.
Rodin decidió representarlos en vida, en el momento en que, mientras leían las aventuras de Lanzarote del Lago, se enamoraron y se besaron. 
A nivel plástico, la fuerza de la escultura reside en su lenguaje universal. Aquí el tema no es tratado de manera tradicional. Los dos aparecen desnudos sin sus atributos habituales y es Francesca quien trata de seducir a Paolo. Que fuera la mujer a instigar la pasión y no el hombre era algo controvertido y muy poco común.
Contrariamente a sus contemporáneos, Rodin no presentó una visión frontal de la obra. De acuerdo con su concepción del arte, él siempre afirmó que la obra debía poder ser apreciada desde diferentes puntos de vista. Al rodear la pieza, se puede ver cómo cada ángulo describe un instante diferente.
Más allá del tratamiento de los materiales,  los sentimientos de los amantes se expresan a través de sus movimientos y del lenguaje del cuerpo. Si se observa atentamente la pieza en su tamaño original (86 cm), se puede notar cómo Rodin sacrificó la exactitud anatómica para acentuar la fuerza expresiva. El brazo de Francesca, por ejemplo, parece ser más largo de lo normal, pero eso enfatiza aún más la pasión que los une.

## Historia de la pieza

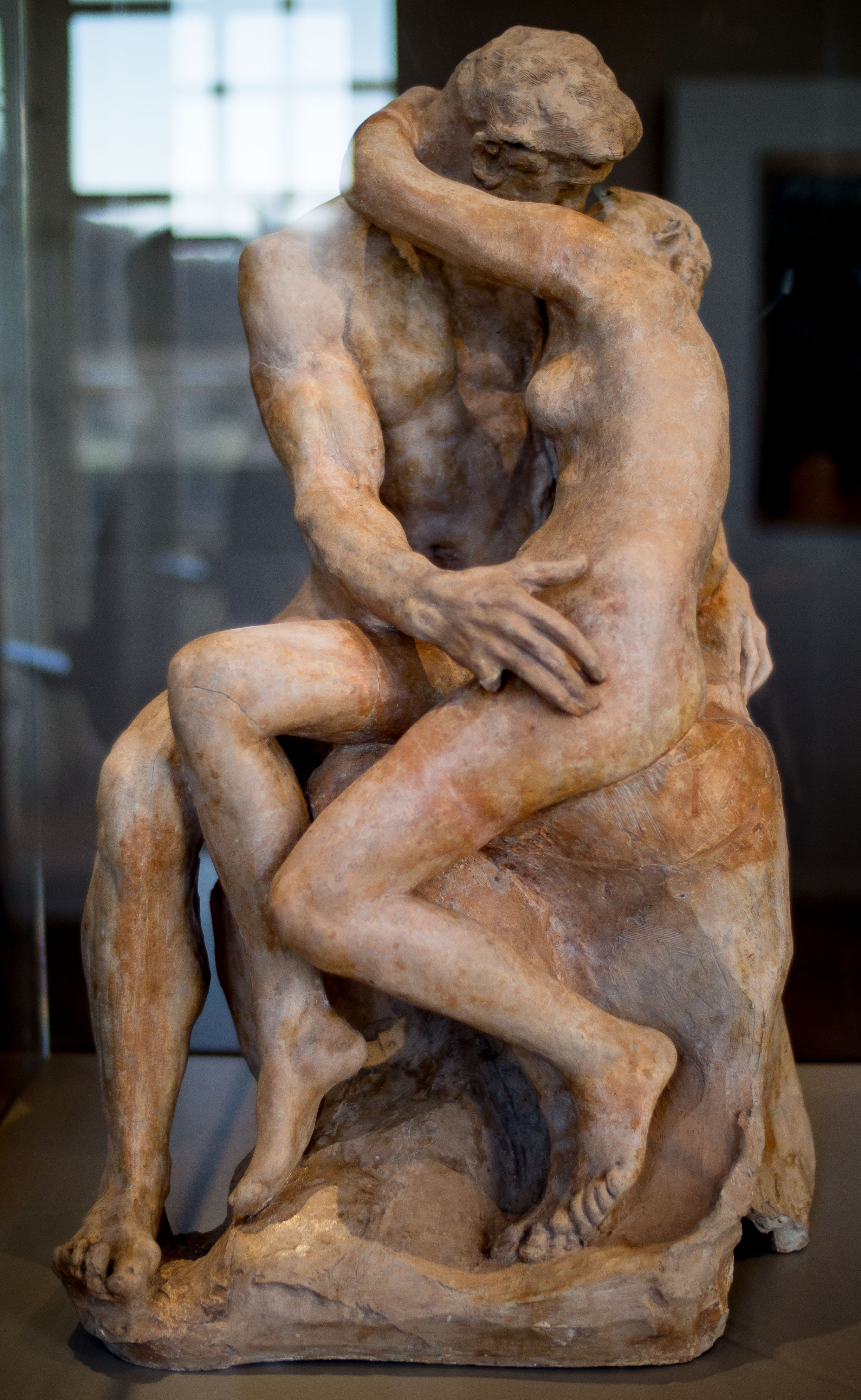
El beso, versión en arcilla. Museo Rodin de París.

Entre los varios bosquejos que Rodin realizó sobre el tema, solo un dibujo puede ser considerado como un estudio para la obra El beso. Hay también un esbozo modelado en arcilla donde se pueden entrever dos personas unidas, aunque la colocación de los brazos difiere de la posición en la escultura final. Tanto el gouache como la arcilla pertenecen al archivo del Museo Rodin de París  y dan cuenta de los estudios preparatorios para la obra.
La pareja abrazada de El Beso apareció por primera vez en la parte inferior derecha de la Tercera maqueta de La puerta del Infierno, (o, en francés, La Porte de l'Enfer). El portal fue encargado a Rodin en 1880 por parte del Ministerio de Bellas Artes francés. El tema debía estar relacionado con la Divina Comedia de Dante Alighieri, así que la pareja representaba a dos de los personajes más emblemáticos de la obra capital del poeta italiano.
El beso en su tamaño original (86 cm) fue modelado a partir de 1881 y desde un principio Rodin contempló la posibilidad de realizarlo en varios formatos. La obra fue descrita por Octave Mirbeau el 18 de febrero de 1885 en el periódico La France y luego por Félicien Chapsaur el 16 de enero de 1886 en Le Figaro.
Posteriormente la pareja fue quitada del portal. Aunque Rodin nunca dio explicaciones, las razones pueden estar relacionadas con su extremada dulzura que tenía poco que ver con la atmósfera de desesperanza que caracteriza a La puerta. La pieza fue sustituida por la obra Paolo y Francesca, representación de los dos amantes que ya se encuentran en el segundo círculo del Infierno dantesco.
Retirada del portal, la obra fue exhibida por primera vez en 1887 en París y luego en Bruselas con el título Francesca da Rimini. La crítica se sorprendió por la falta de atuendos que tradicionalmente, sobre todo durante el romanticismo, vestían a los personajes. Debido a la universalidad de su lenguaje decidieron rebautizarla con el título El beso (Le Baiser, en francés). 
Debido a la buena recepción de la obra, en 1888 Rodin recibió el encargo por parte del Ministerio de Bellas Artes para dos versiones agrandadas (183 cm) en mármol. Éstas estarían destinadas a la Exposición Universal de 1889. Para poder realizar la versión en mármol Rodin contrató al tallador Jean Turcan, quien no pudo cumplir con los tiempos requeridos. La obra no se expuso hasta 1898, con ocasión del Salón de la Sociedad Nacional de las Bellas Artes (SNBA, Société Nationale des Beaux-Arts), donde también expuso la obra dedicada a Balzac.
Aunque El beso tuvo mucho éxito, la escultura nunca fue una de las favoritas del artista. Para él, que buscaba representar a las formas de una manera más atrevida, la obra resultaba demasiado académica tanto en la plástica como en el contenido. Fue por esta razón que el artista no la presentó en la gran exposición de 1900 en el Pabellón del Alma. Mientras tanto la versión en mármol ya había sido entregada al Ministerio de Arte francés, que la expuso en ocasión de la Exposición Universal del mismo año (1900). Ahí varios coleccionista pudieron apreciar la obra, que también fue bien recibida por la crítica. 
Aunque Rodin no dejó de evidenciar el carácter convencional de la obra, hoy sigue siendo una de las esculturas más emblemáticas del maestro.

## Las diferentes versiones

### En bronce

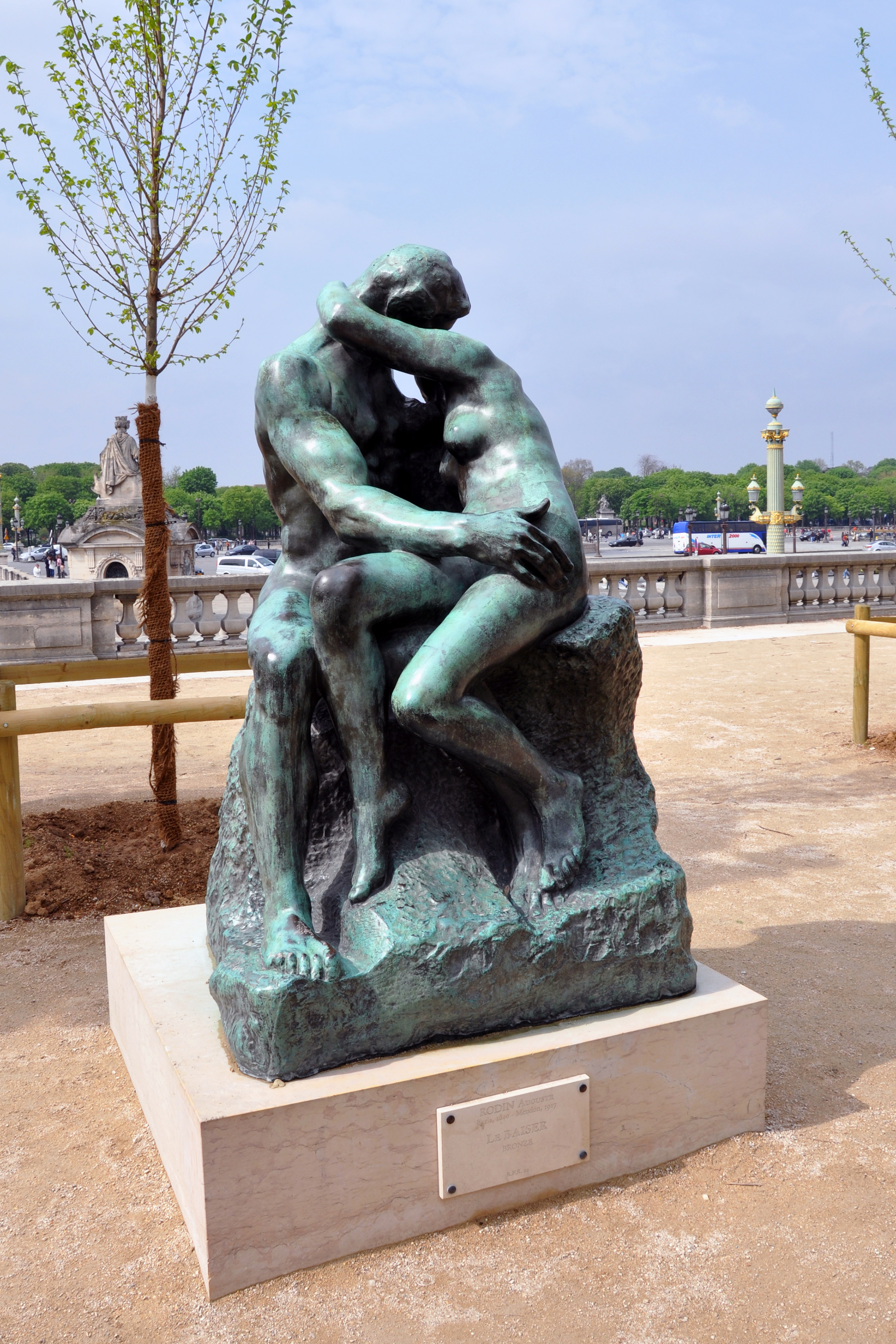
El beso, versión en bronce, Tuileries

Debido a su gran éxito, El beso fue una de las obras de Rodin que más se reprodujeron en el siglo XIX .
El 6 de julio de 1898 Rodin firmó un contrato de veinte años con la casa fundidora Gustave Leblanc-Barbedienne. Ésta adquirió los derechos para reproducir la obra en varios tamaños en bronce. A partir del mármol se realizaron versiones reducidas: 25 y 71 cm y luego 40 cm y 60 cm. En 1918, cuando el contrato expiró, la casa fundidora restituyó el molde (necesario para realizar vaciados en bronces) al Museo Rodin. Además de Barbedienne, otras casas fundidoras, como Alexis Rudier, se encargaron de reproducir la obra.
Algunas de estas versiones se encuentran en museos como la Galería Nacional de Arte de Washington, el Centro de Arte Cantor (Cantor Arts Center) en la Universidad de Stanford, el Museo Soumaya. Fundación Carlos Slim, el Museo de la Legión de Honor (Legion of Honor) en San Francisco, entre otros.

### En mármol
En total, Rodin produjo cinco esculturas de mármol de gran tamaño de El Beso. La primera, encargada por el gobierno francés, se encuentra ahora en el Museo Rodin de París. La segunda, encargada por Edward Perry Warren se encuentra en la colección de la galería Tate en Londres. Una tercera copia fue encargada por el coleccionista danés Carl Jacobsen, y se encuentra en Ny Carlsberg Glyptotek de Copenhague. Las tres obras fueron expuestas juntas en 1995 en el Museo de Orsay en París. 
Hay una cuarta especialmente bella en el Museo Nacional de Bellas Artes de Buenos Aires https://www.bellasartes.gob.ar/coleccion/obra/3659/ donada por el propio Rodin.
Una quinta versión menor fue realizada tras la muerte de Rodin por el escultor Henri Greber para el Museo Rodin de Filadelfia.

#### Musée Rodin
Después de que Rodin presentó El beso en París y Bruselas, el 31 de enero de 1888 el Estado francés encargó dos versiones agrandadas en mármol para el año siguiente. A causa de los problemas que Rodin tuvo con el tallador Jean Turcan, la obra no se entregó hasta el 1898. El Estado entonces decidió exponerla con  ocasión de la Exposición Universal de 1900. Esta versión en mármol se quedó en el Palacio de Luxemburgo a partir de 1901 en París. Cuando se inauguró el Museo Rodin, en 1919 la obra se trasladó a la sede del Palacete Biron, donde todavía se puede apreciar.

#### Museo Nacional Británico de Arte Moderno (TATE)

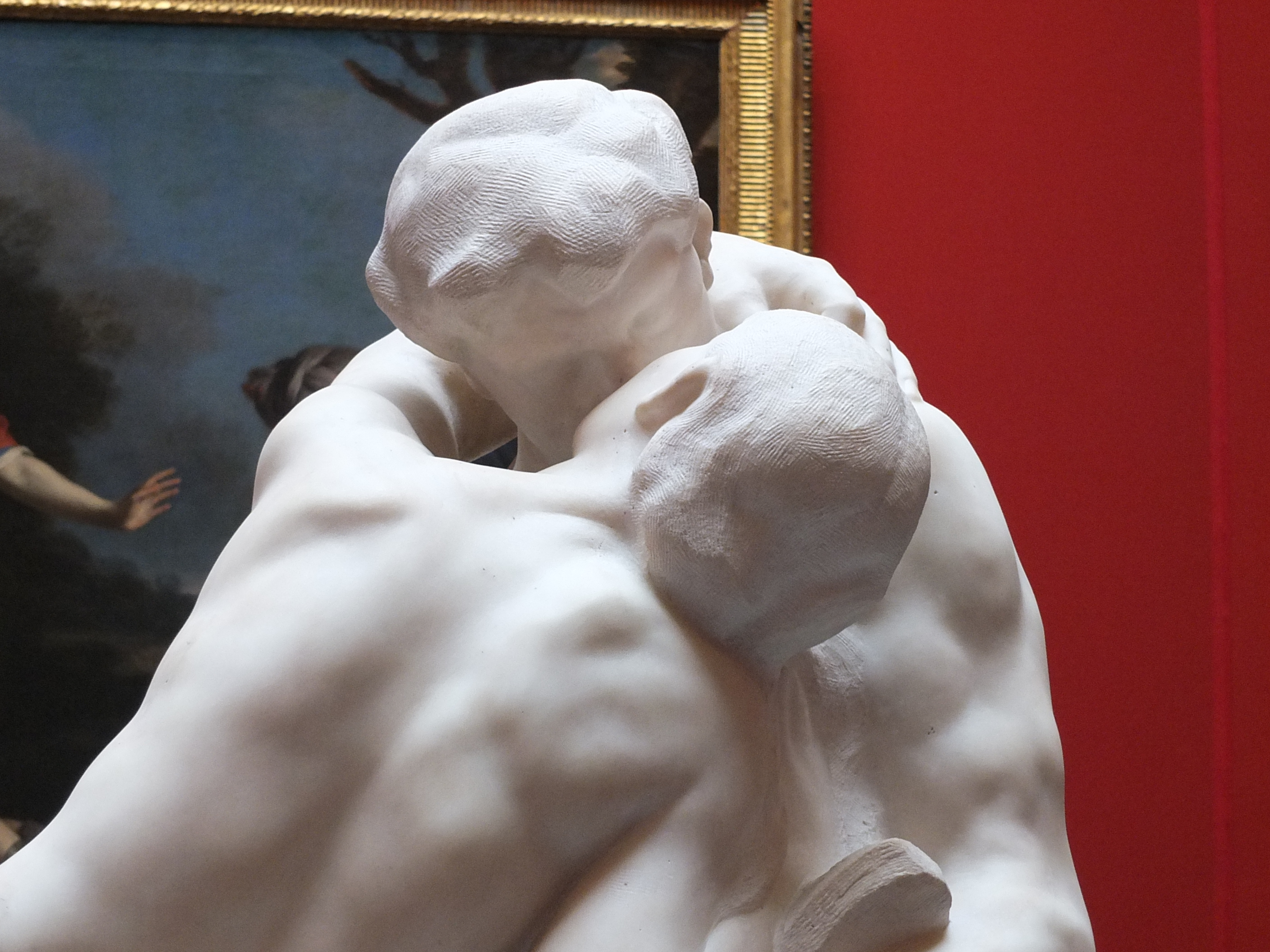
El beso, versión en mármol en la Galería TATE

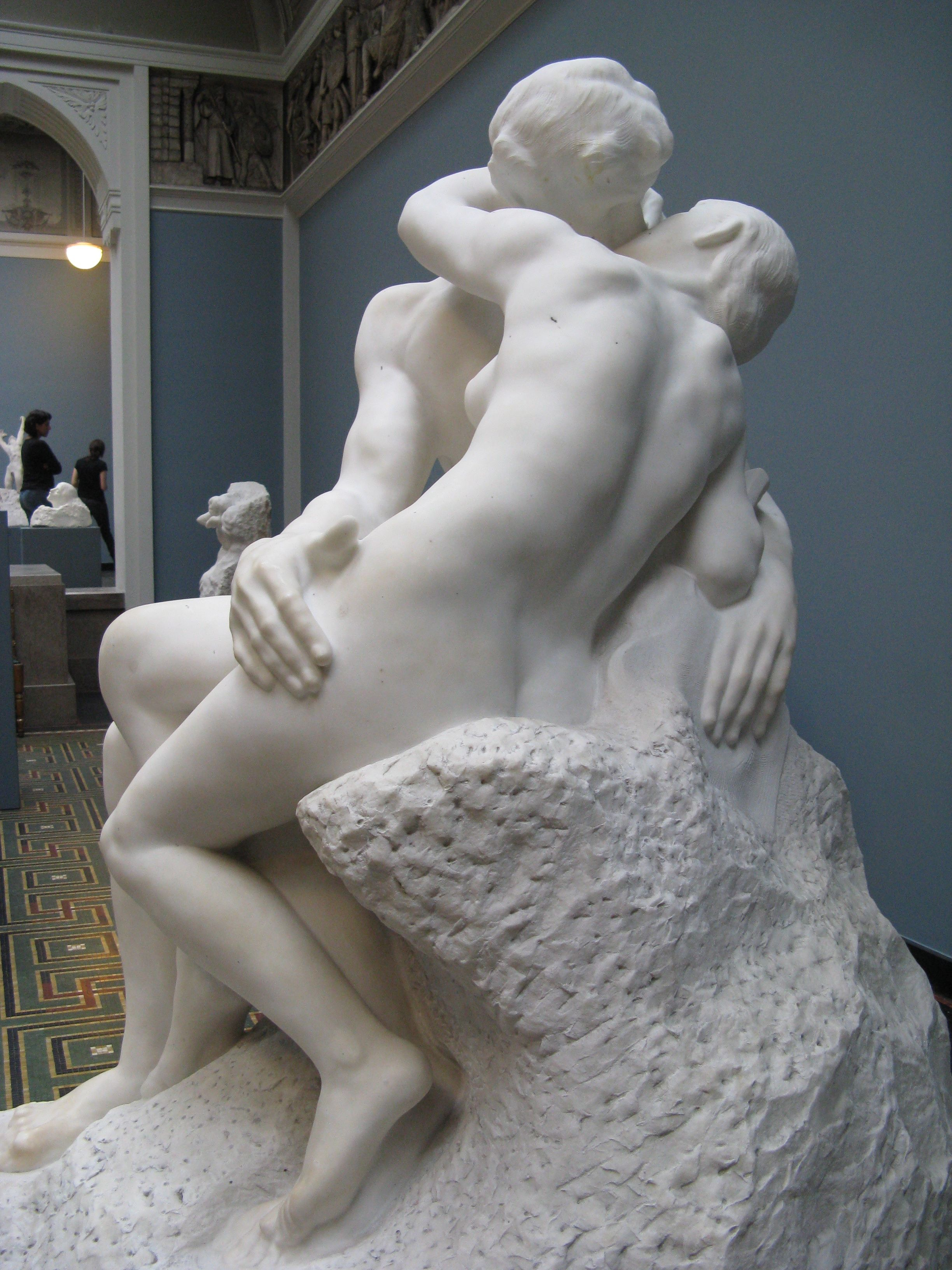
El beso, versión en mármol, Ny Carlsberg Glyptotek

Cuando El beso en mármol encargado por el Estado francés se presentó en ocasión de la Exposición Universal de 1900, varios coleccionistas pidieron una réplica. Rodin realizó una versión en mármol por encargo de Edward Perry Warren, un excéntrico coleccionista americano que vivía en Sussex, Inglaterra, con su amante John Marshall y con su colección de antigüedades griegas. 
Tras ver El beso en el salón de París, el pintor William Rothenstein la recomendó a Warren como una posible compra, pero El Beso había sido encargada por el Estado francés y no estaba disponible. En su lugar, Rodin ofreció hacer una copia y Warren ofreció la mitad del precio por ella (10 000 francos, en lugar de 20.000), pero Rodin no redujo el precio. El contrato para el encargo incluía la siguiente cláusula:  "los genitales del hombre deben ser completos". Una carta anterior explicaba que "siendo un pagano y amante de las antigüedades", Warren esperaba que los genitales del hombre fuesen esculpidos distintivamente como en las esculturas de la Grecia clásica, en lugar de modestamente ocultos.
Cuando la escultura llegó a Sussex en 1904, Warren la colocó en los establos, donde permaneció durante una década. No se sabe si esta decisión fue tomada por el gran tamaño de la escultura o porque no llegó a cumplir las expectativas de Warren. En 1914, fue prestada al ayuntamiento de Lewes, Sussex, pero el tema erótico de la escultura fue considerado ofensivo y cuando llegaron tropas a alojarse en el ayuntamiento antes de la Primera Guerra Mundial, se consideró que pudiese afectarles en algún modo, por lo que fue cubierta con una lona alquitranada. Tres años más tarde, en 1917, El Beso regresó a los establos donde había estado y, tras la muerte de Warren en 1928, fue subastada sin alcanzar el precio que se pedía por ella. Finalmente fue ofrecida a cualquier galería que pagara los gastos de transporte y, durante algunos años, permaneció en la galería de arte de Cheltenham, hasta que en 1953, la galería Tate lanzó una campaña pública para la compra de la escultura para la nación inglesa.

#### Gliptoteca Ny Carlsberg
A partir del mármol realizado por petición del Estado francés, otro coleccionista encargó la obra: Carl Jacobsen. La comisión tenía como objetivo enriquecer la colección de su museo que abrió sus puertas en 1882 en Copenhaghe. La obra todavía pertenece al acervo del museo que el filántropo donó al Estado Danés.

## Obras con temas homólogos

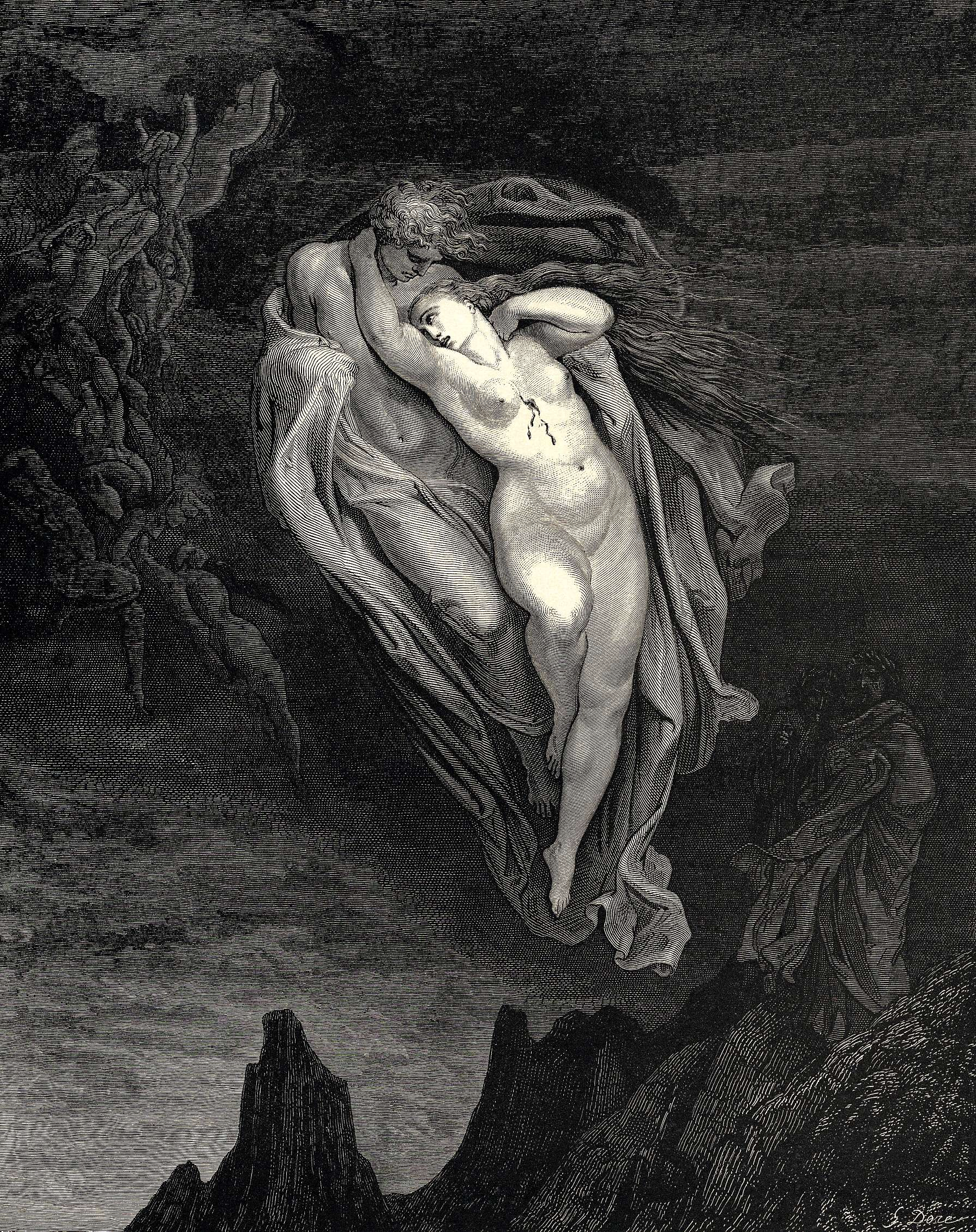
Francesca and Paolo da Rimini. Ilustración de Gustave Doré para el Canto V de La Divina Comedia.

Los personajes históricos Paolo y Francesca, cuya tragedia ha sido narrada por Dante Alighieri en la Divina Comedia, han representado un tema de inspiración para varias obras anteriores a El beso de Rodin.
Entre los artistas principales, cabe mencionar a:
• Jean-Auguste-Dominique Ingres a partir de 1814 realizó una serie dedicada a los dos personajes de la Divina Comedia dantesca. Ellos aparecen con sus atuendos típicos del amor cortés en el instante en que se enamoraron, al mismo tiempo se entreve la inminente tragedia representada por la figura de Gian Ciotto Malatesta.  El pintor probablemente se inspiró en la obra de John Flaxman de 1807 y en la de Coupin de la Coupiѐre, quien expuso en el Salón de 1812.
• William Blake entre 1824 y 1827 realizó una serie de estampas sobre el canto V del Infierno Dantesco. La pareja aparece, junto con las almas condenadas, en el torbellino del viento infernal. Así como en vida se hicieron llevar por la fuerza de la pasión, en muerte estarán abrumados por el viento infernal.
• Eugène Delacroix dedicó a la pareja varias obras en acuarela, tinta y óleo a partir de 1826. En éstas Paolo y Francesca están representados mientras leen el libro que despertó su amor, mientras atrás se entreve Gian Ciotto.
• Ary Scheffer en 1835 pintó a los amantes con el poeta Dante Alighieri y Virgilio.  La pareja aparece en el Infierno, sus cuerpos desnudos están cubiertos por un velo.
• Gustave Doré ilustró la edición de la Divina Comedia de 1861.
• Alexander Cabanel en un lienzo de 1870  que se encuentra en el Museo de Orsay representa a los dos amantes en el momento sucesivo a su homicidio. El libro está caído y detrás, en segundo plano, aparece Gian Ciotto.

## Galería de imágenes

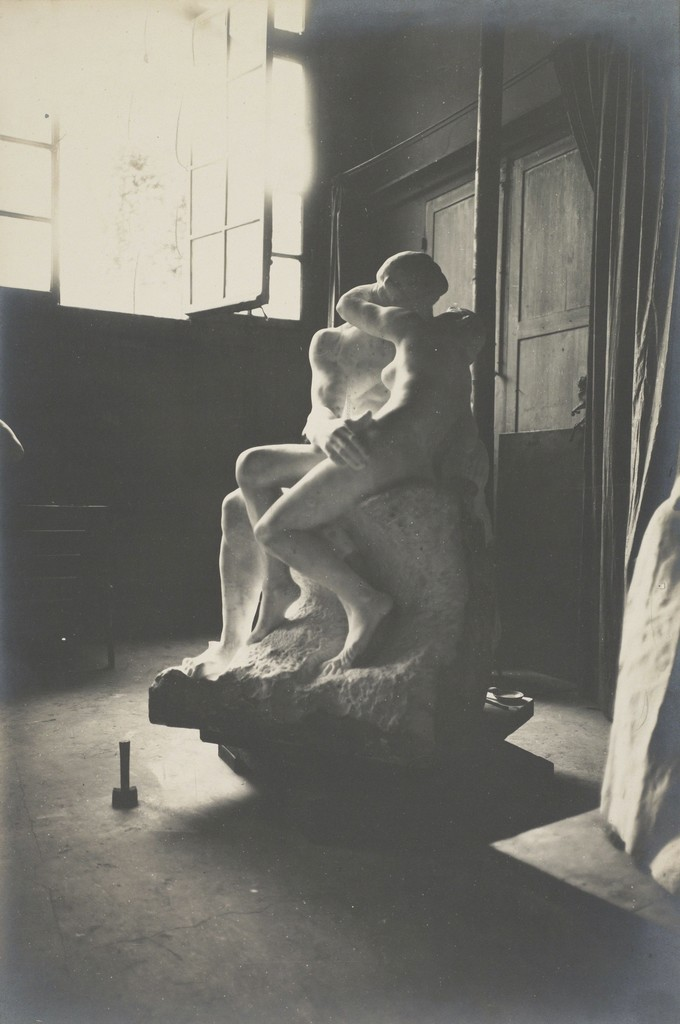
El beso en yeso en el taller de Auguste Rodin
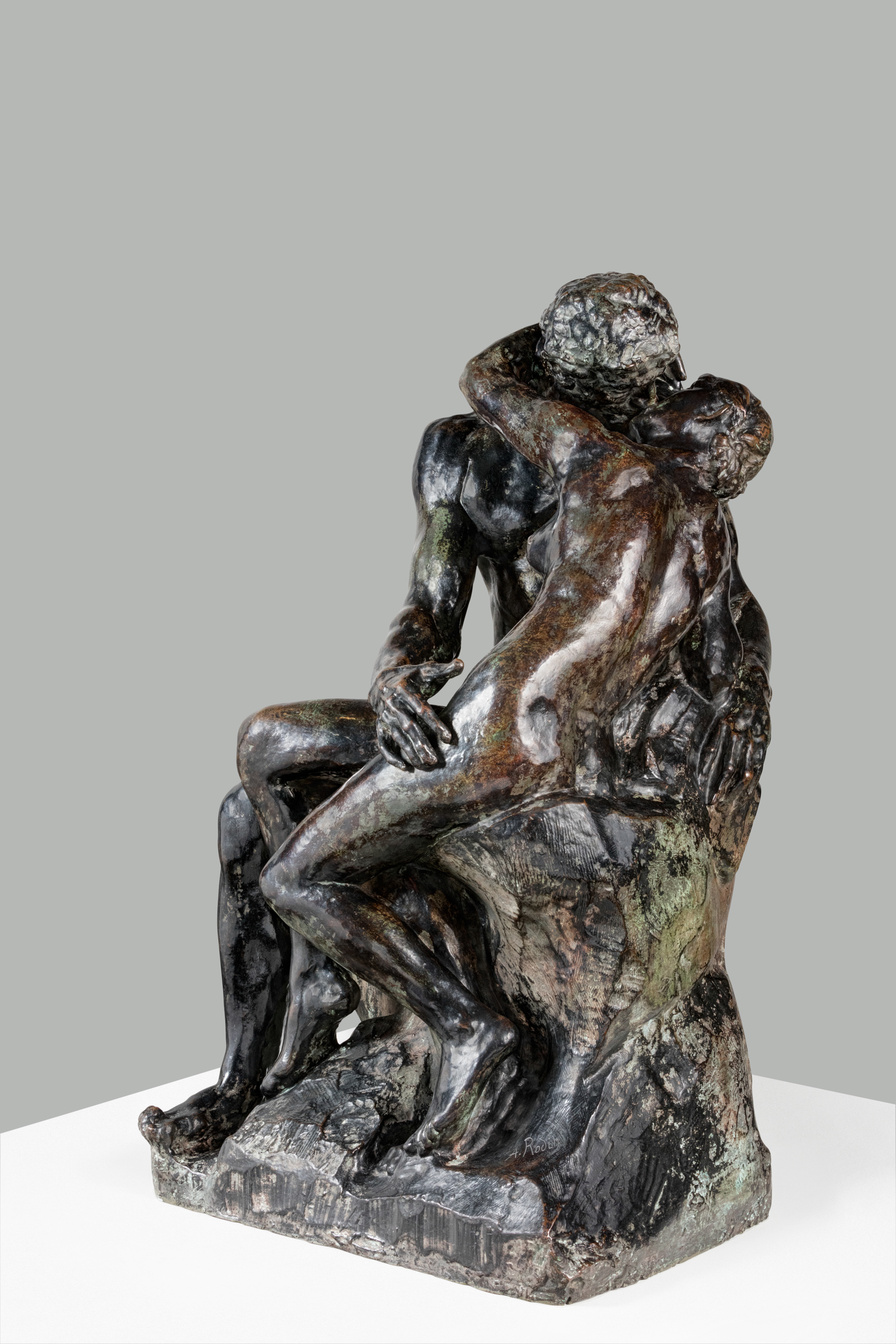
Vista alternativa de El beso
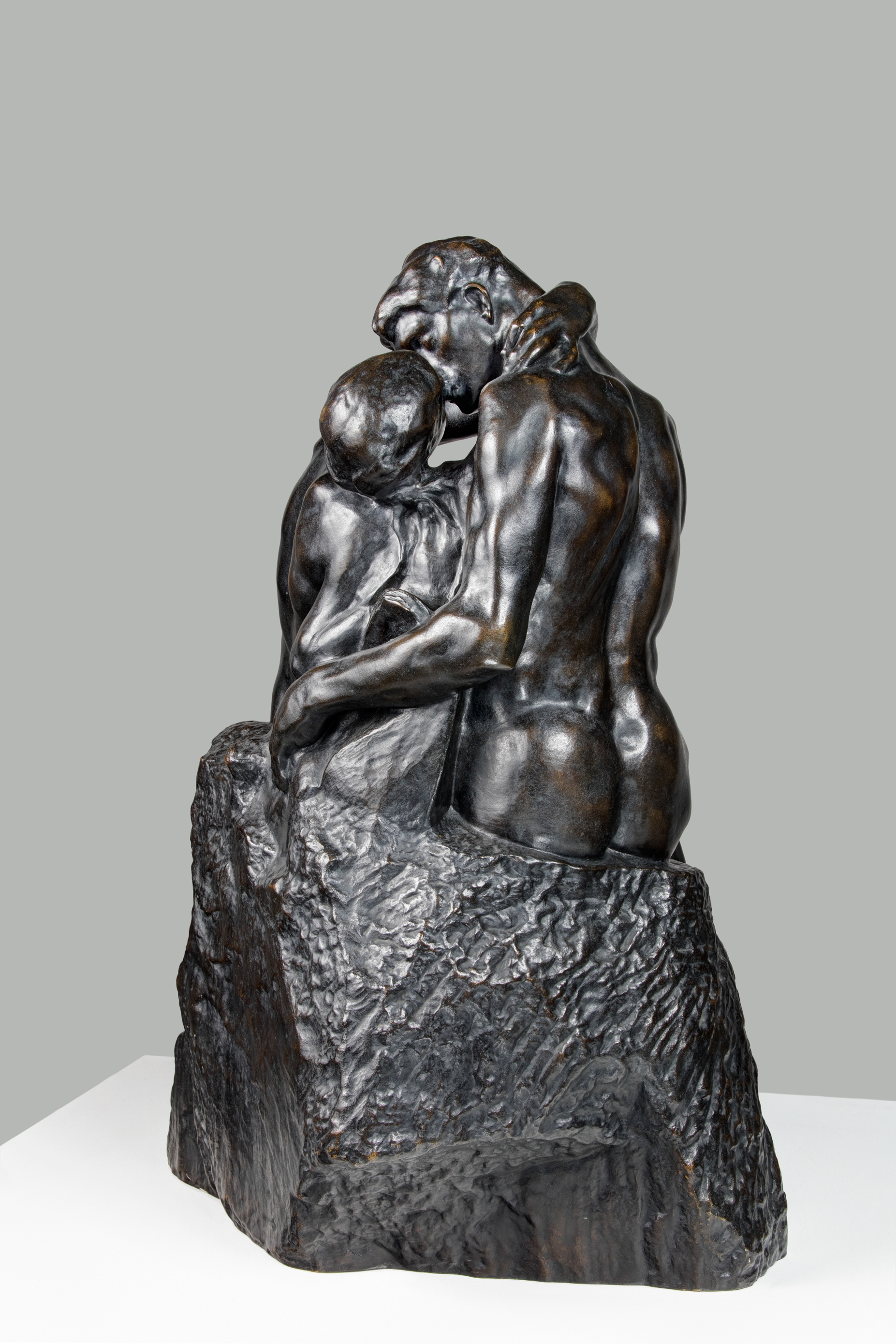
Otra vista alternativa de El beso
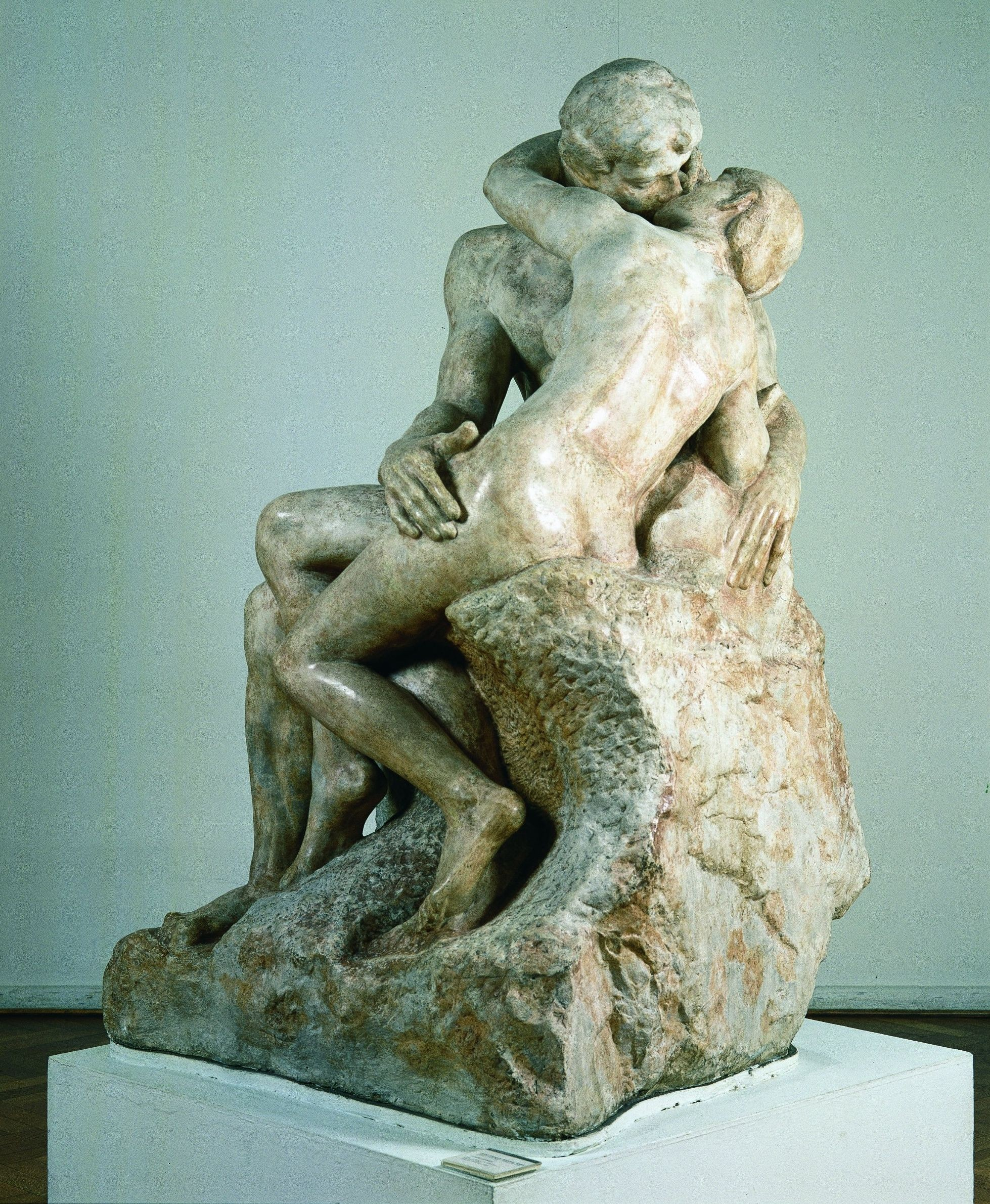
El beso, versión en yeso.
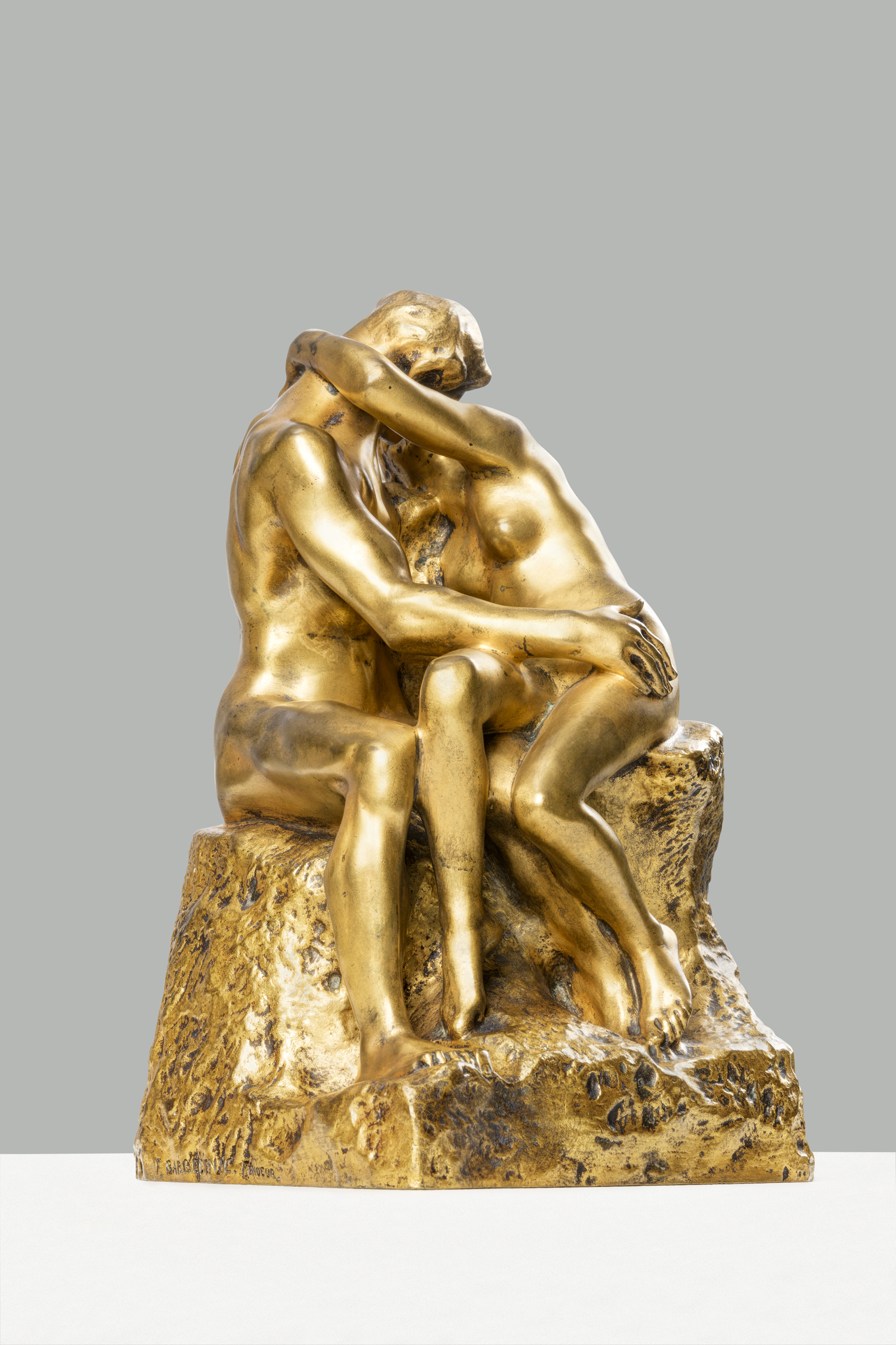
El beso, versión en bronce, Museo Soumaya Plaza Carso
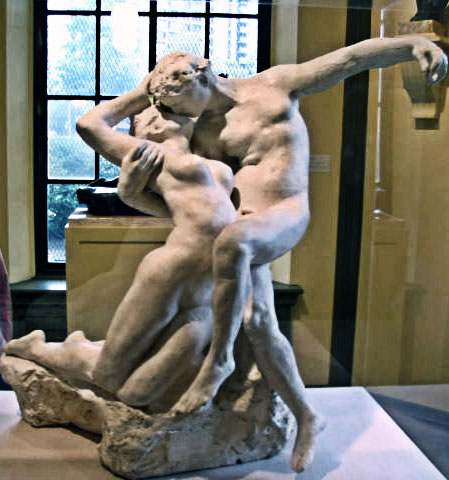
La Eterna Primavera (1888) como una de las escenas de El beso ideadas por Rodin
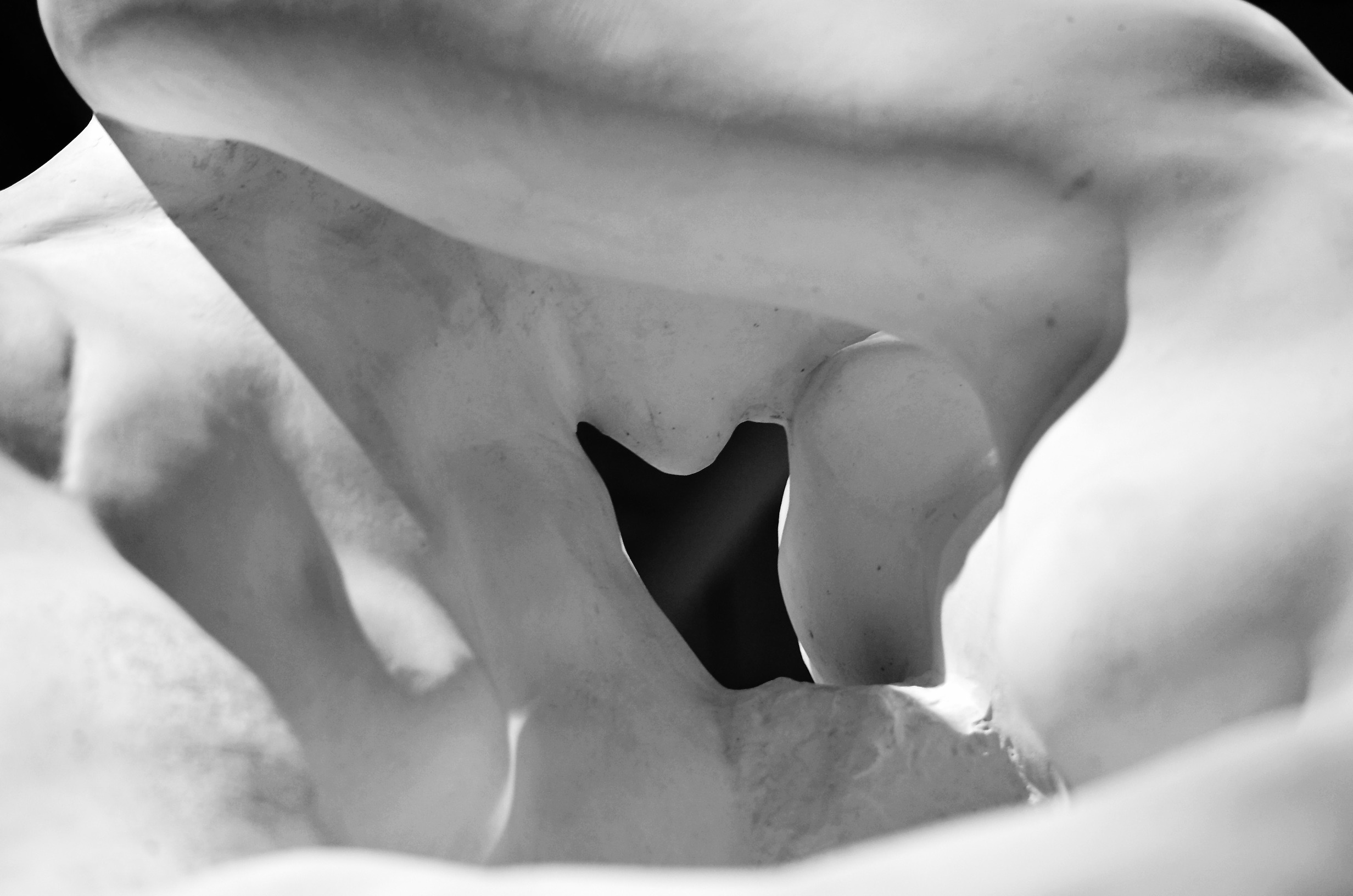
Detalle de El beso